# Стів Торнтон
Стів Торнтон (англ. Steve Thornton; нар. 8 березня 1973, Глостер, Онтаріо, Канада) — канадсько—британський хокеїст, нападник.

## Ігрова кар'єра
Стів Торнтон почав свою кар'єру хокеїста в Бостонському університеті, за який виступав з 1991 по 1995 роки. На початку сезону 1995/96 виступав за клуб ІХЛ «Піорія Рівермен», але вже у середині сзону перебрався до Європи, де спочатку виступав за австрійський клуб «Клагенфурт», а надалі за «Адлер Мангейм», у складі останнього став чемпіоном Німеччини 1997 року.
У 1997 році перебрався до Великої Британії, де сім сезонів виступає за місцеві клуби: «Кардіфф Девілс», «Лондон Найтс» та «Белфаст Джайантс». У 2009 році у складі «Белфаст Джаєнтс» став переможцем Кубку Виклику.
У сезонах 2003/05 виступав за італійський клуб «Пустерталь». 
Сезон 2005/06 почав у швейцарському «Женева-Серветт», продовжив у «Базелі», а завершив у складі клубу НЛБ ХК «Кур».
Початок сезону 2006/07 провів у ХК «Біль», а закінчив у шведському «Седертельє» СК.
Завершив кар'єру хокеїста у Британській елітній лізі, відігравши сезон за «Бейсінгсток Бізон» та два сезони за «Белфаст Джаєнтс».

## На рівні збірних
Отримавши паспорт громадянина Великої Британії, виступав за національну збірну Великої Британії на чемпіонатах світу: 1999, 2001, 2003 та 2004 років.

## Тренерська кар'єра
У сезоні 2009/10 очолив клуб «Белфаст Джаєнтс», з сезону 2014/15 повторно був запрошений на посаду головного тренера «Белфаст Джаєнтс».